# Гозело II (герцог Нижней Лотарингии)
Гозело (Гоцело, Гозелон) II (фр. Gothelon II, нем. Gotzelo (Gozelo) II; ум. 1046, ранее 22 мая) — герцог Нижней Лотарингии с 1044, второй сын герцога Лотарингии Гозело I.

## Биография
После смерти в 1044 году герцога Лотарингии Гозело I император Генрих III решил воспользовался этим, чтобы снова разделить Лотарингию, не желая сосредоточения власти в регионе в одних руках. Верхнюю Лотарингию и Антверпенскую марку получил старший сын Гозело I - Готфрид II, который последние годы был соправителем отца, а Нижняя Лотарингия была передана второму сыну - Гозело II.
О правлении Гозело II практически ничего не известно. Основываясь на сообщении хрониста Германа из Рейхенау, который назвал Гозело бессильным (лат. ignavus), исследователи полагают, что он был недееспособным и, возможно, умственно отсталым. В 1046 году Нижняя Лотарингия была передана Фридриху II Люксембургскому. Вероятно, к тому времени Гозело умер.